# Jules Dassin
Jules Dassin, właśc. Julius Dassin (ur. 18 grudnia 1911 w Middletown, zm. 31 marca 2008 w Atenach) – amerykański reżyser, scenarzysta i producent filmowy. Ojciec piosenkarza Joego Dassina, mąż Meliny Mercouri.

## Życiorys
Był jednym z ośmiorga dzieci żydowskiego fryzjera, emigranta z Rosji. Dorastał w Harlemie. Po ukończeniu w 1929 szkoły w Bronksie odbył studia teatralne w Europie. W latach 1934–1939 występował jako aktor w ARTEF (Yiddish Proletarian Theater) w Nowym Jorku, grając głównie w jidysz. W tym czasie przez krótki czas należał do partii komunistycznej.
W 1940 pojawił się w Hollywood, gdzie m.in. asystował Alfredowi Hitchcockowi. Zadebiutował w 1941, reżyserując adaptację utworu Edgara Allana Poego. Stał się znany pod koniec lat 40. po zrealizowaniu filmów zaliczanych do klasyki kina „noir”: Brutalna siła (1947), Nagie miasto (1948) czy Noc i miasto (1950). Zadenuncjowany przez reżysera Edwarda Dmytryka w latach 50. został oskarżony o działalność antyamerykańską i znalazł się na czarnej liście Hollywood.
W 1953 przeniósł się do Francji, gdzie również z powodzeniem realizował filmy. Za film Rififi (1955) otrzymał nagrodę dla najlepszego reżysera na 8. MFF w Cannes. Tam spotkał swą przyszłą żonę, Melinę Mercouri. W 1960 film Dassina Nigdy w niedzielę przyniósł dla Mercouri nagrodę dla najlepszej aktorki na 13. MFF w Cannes oraz Oscara za najlepszą muzykę. Film był także nominowany do Oscara w czterech innych kategoriach (w tym dla Dassina za reżyserię i scenariusz).
W połowie lat 60. Dassin wrócił do USA. Wraz z żoną zwalczał grecką juntę wojskową. Po upadku dyktatury, w 1974 małżonkowie osiedlili się w Grecji, a Mercouri została ministrą kultury Grecji. Po jej śmierci Dassin założył Melina Mercouri Institution.
Zasiadał w jury konkursu głównego na 32. MFF w Cannes (1979).
Zmarł 31 marca 2008 w Atenach w wieku 96 lat.

## Życie prywatne
Był dwukrotnie żonaty: z Béatrice Launer (1932–1962) miał syna Joego oraz dwie córki – Richelle i Julie. Drugą żoną Dassina była aktorka Melina Mercouri (1966–1994).

## Filmografia
- The Tell-Tale Heart (1941)
- Nazi Agent (1942)
- The Affairs of Martha (1942)
- Reunion in France (1942)
- Young Ideas (1943)
- Duch Canterville (The Canterville Ghost, 1944)
- Two Smart People (1946)
- A Letter for Evie (1946)
- Brutalna siła (1947)
- Nagie miasto (1948)
- Złodziejski trakt (1949)
- Noc i miasto (1950)
- Rififi (1955)
- Ten, który musi umrzeć (1957)
- La legge (1959)
- Nigdy w niedzielę (1960)
- Phaedra (1962)
- Topkapi (1964)
- 10:30 P.M. Summer (1966)
- Hamilchama al hashalom (1968)
- Up Tight! (1968)
- Promise at Dawn (1970)
- The Rehearsal (1974)
- Kravgi gynaikon (1978)
- W kręgu dwojga (1981)